# XXXTentacion之死
2018年6月18日，美国说唱歌手兼创作型歌手贾西·昂弗罗伊，艺名XXXTentacion，在佛罗里达州迪尔菲尔德海滩遭枪杀身亡，年仅20岁。案发时，四名嫌犯在水上摩托经销商RIVA Motorsports门店外对正在车内的昂弗罗伊实施抢劫，嫌犯试图抢走受害者的财物，并在过程中开枪致其昏迷。随后，昂弗罗伊被医护人员运送到迪尔菲尔德比奇附近的布劳沃德健康医院北院（Broward Health North），医护人员于当日下午4时51分宣告其死亡。后经布劳沃德县警察辦公室确认于下午5:30左右正式宣布昂弗罗伊的死亡。
犯案嫌疑人戴德里克·德文谢·威廉斯（Dedrick Devonshay Williams）在槍擊案發生两天後的晚上7點之前被捕。在布勞沃德縣監獄裡，他被指控犯有沒有預謀的一級謀殺罪。在幾週內，其餘三名槍手亦相繼被捕，其中包括槍殺昂弗莱的麥可·博特赖特（Michael Boatwright）、同谋罗伯特·艾伦（Robert Allen）和特雷翁·纽瑟姆（Trayvon Newsome）。
2022年8月12日，罗伯特·艾伦（Robert Allen）在认罪协议中承认了持枪抢劫罪和二级谋杀罪，以换取他对其他人的证词。2023年3月20日，博特赖特、纽瑟姆和威廉姆斯在审判中被判犯有一级谋杀罪和持枪抢劫罪。2023年4月6日，纽瑟姆和威廉姆斯被判处终身监禁，不得假释；博特赖特则被判处两次连续的终身监禁，不得假释，外加另外一次连续30年监禁。

## 过程

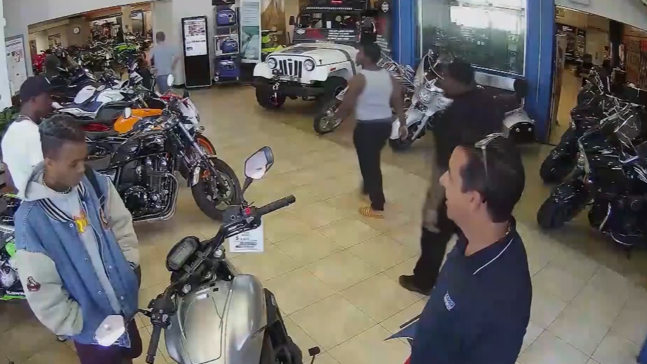
谋杀案发生前几分钟，德德里克·威廉姆斯和罗伯特·艾伦在一家摩托车经销店监视昂弗罗伊（左，前）

2018年6月18日，昂弗罗伊前往银行取钱，然后前往佛罗里达州迪尔菲尔德比奇的高档摩托车和船舶销售商RIVA Motorsports。取款后，他被一辆深色的道奇Journey SUV跟踪，车内有戴德里克·德文谢·威廉斯（Dedrick Devonshay Williams）、迈克尔·博特赖特（Michael Boatwright）、罗伯特·艾伦（Robert Allen）、特雷翁·纽瑟姆（Trayvon Newsome）。
这起谋杀是有预谋的。调查人员确定，威廉斯在2018年1月与昂弗罗伊同时在一个缓刑办公室，并在谋杀当天认出了昂弗罗伊的车，罗伯特·艾伦在警方采访中证实了这一点。当犯罪者驾驶租来的道奇Journey时，威廉斯在RIVA Motorsports停车场发现了昂弗罗伊的车，并告诉其他犯罪者他们应该进入经销店确认那确实是昂弗罗伊。
下午3:30，昂弗罗伊与他的继叔叔伦纳德·克尔（Leonard Kerr）一起到达RIVA Motorsports。监控录像显示，罗伯特·艾伦和德里克·威廉斯随后跟随昂弗罗伊进入店内，并在昂弗罗伊查看摩托车时与其擦身而过。随后在RIVA购买了两个黑色面具。
大约半小时后，昂弗罗伊开着他的黑色宝马 i8驶离了经销店。此时犯罪嫌疑人驾驶的SUV突然横挡在跑车前方，完全堵住唯一出口。纽瑟姆和博特赖特下车，手持枪支向昂弗罗伊索要财物。期间，博特赖特和纽瑟姆多次殴打昂弗罗伊，纽瑟姆试图抢走昂弗罗伊的项链。混乱中，昂弗罗伊的继叔叔逃离了车，留下车门敞开。争斗继续，昂弗罗伊处于困惑状态，大喊：“这是为了什么？”在未能从昂弗罗伊脖子上取下项链后，纽瑟姆趁机从敞开的副驾驶门钻进车内，劫走装有5万美元现金的路易威登手袋并逃回SUV。尽管抢劫已经结束，博特赖特走回昂弗罗伊的车前一两步，举起步枪，看着昂弗罗伊的眼睛，开了几枪，杀死了他。
随后，犯罪分子驾驶SUV逃离了现场。共犯罗伯特·艾伦（Robert Allen）在其他三名肇事者的审判中表示，谋杀发生后，纽瑟姆问博特赖特为何枪杀昂弗莱，博特赖特回答说他试图抢夺他的枪，但博特赖特的指控从未得到支持，并且在肇事者的审判中证实昂弗莱没有挑衅任何肇事者。当天下午4:51，昂弗罗伊被医护人员宣布死亡。
枪击案发生在帕克兰市以东，当时昂弗罗伊就住在那里。布劳沃德县消防部门紧急将他送往附近的布劳沃德北健康中心。医护人员一度短暂恢复了昂弗罗伊的脉搏，但还是没有挽回昂弗罗伊。案发初期媒体曾误报伤者处于病危状态，但布劳沃德县警长办公室后来证实他已死亡。根据尸检报告，昂弗罗伊因主动脉枪击伤导致失血性休克死亡。

## 逮捕
在宣布昂弗罗伊去世后不久，布劳沃德县警长办公室悬赏3000美元，征集任何能导致嫌疑人被捕的信息。最初，许多昂弗罗伊的粉丝、众多网络用户和当地居民怀疑佛罗里达州的本地说唱歌手Soldier Kidd和Soldier Jojo是谋害昂弗罗伊的凶手，因为这两人在Instagram上发布了一些与目击者报告相符的可疑帖子，但这些指控在德里克·威廉斯（Dedrick Williams）和迈克尔·博特赖特（Michael Boatwright）被捕后被撤销。
2018年6月20日，也就是谋杀案发生两天后，布劳沃德县警长办公室逮捕了22岁的德里克·德文谢·威廉斯（Dedrick Devonshay Williams），他涉嫌与昂弗罗伊的谋杀案有关。威廉姆斯在被拦截前驾驶着他银色的2004款本田汽车。随后在追捕过程中，威廉姆斯被拘留。威廉姆斯被认出是因为他在6月18日穿的衣服，包括橙色凉鞋和白色背心。警方将监控录像中的图像与威廉姆斯Instagram上的近期照片进行比对，发现他穿着“相同或类似的亮橙色凉鞋”。此外，有员工表示看到他进入RIVA Motorsports购买氯丁橡胶面罩。在威廉姆斯被捕后，又发出了两张逮捕令。
6月27日，22岁的罗伯特·艾伦 (Robert Allen) 被列为此案嫌疑人，并于7月26日被捕。
7月5日，22岁的迈克尔·博特赖特（Michael Boatwright）因涉毒被布劳沃德县警长办公室逮捕，但在7月10日，侦探在监狱中探访了博特赖特，并向他出示了预谋一级谋杀的逮捕令。博特赖特在谋杀案发生后，用手机浏览器搜索了“谋杀共犯”和“XXXTentacion”。艾伦后来透露，前一个搜索词是因为Boatwright错误地向Allen保证，由于艾伦不是主犯，他只能被指控为谋杀从犯。博特赖特被确定为致命枪杀昂弗罗伊的人。之后，三名男子与另一名第四人一起被大陪审团起诉，指控他们谋杀昂弗罗伊。 
8月7日，20岁的特雷冯·纽瑟姆（Trayvon Newsome）被捕。 

## 法律诉讼
戴德里克·威廉姆斯被指控犯有危险、堕落的一级谋杀罪和违反缓刑规定，并被拒绝保释。6月25日，他拒不认罪。威廉姆斯此前曾多次被捕。在审讯过程中，威廉姆斯据称从最初否认参与杀人到表现出悔意，他表示这件事让他“夜不能寐”，并且他之前没有坦白是因为害怕被贴上“告密者”的标签。
7月10日，迈克尔·博特赖特（Michael Boatwright）因预谋一级谋杀罪被捕并受到指控。据布劳沃德县警长办公室称，博特赖特最初于7月5日因无关的毒品指控被捕，随后在7月10日正式被指控谋杀昂弗罗伊。
7月25日，第三名嫌疑人罗伯特·艾伦（Robert Allen）在佐治亚州乡村的姐姐家中被美国法警逮捕，并被指控预谋一级谋杀罪。他在佐治亚州道奇县被登记入狱，并根据布劳沃德县警长办公室的逮捕令被无保释关押。
8月7日，布劳沃德县警长办公室在推特上宣布，20岁的特雷翁·纽瑟姆（Trayvon Newsome）于美国东部时间下午5点前被拘留，并因预谋一级谋杀罪和持致命武器抢劫罪被登记入狱。
贾西·昂弗罗伊 (Jahseh Onfroy) 的父亲德韦恩·昂弗罗伊 (Dwayne Onfroy) 表示，他希望对枪手判处死刑，对同谋判处终身监禁，不得假释。由于凶手是在佛罗里达州受到指控的，如果被判一级谋杀罪，他们将有资格被判处死刑。然而，检方决定判处终身监禁，不得假释，而不是死刑。
2022年8月12日，罗伯特·艾伦承认罪名较轻的二级谋杀罪，以换取对其他三名被告的证词。
2022年10月，博特赖特（Boatwright）的律师开始声称他没有能力接受审判，并要求指派心理专家来确定博特赖特的法律能力。博特赖特被宣布精神健全，可以受审。  

### 审判
博特赖特的律师要求在审判前对他进行心理评估，评估结果显示他有资格接受审判。审判法官迈克尔·乌桑（Michael Usan）于2023年1月17日裁定，昂弗罗伊过去的犯罪史和个人性格与犯罪无关，不允许在审判中提及。该审判于2023年2月7日开始。罗伯特·艾伦此前已因对博特赖特、纽瑟姆和威廉姆斯的证词而接受了二级谋杀罪的认罪协议。博特赖特的律师在开庭时声称，博特赖特搜查了“谋杀从犯”的财物，证明他是无辜的，但艾伦后来反驳了这一说法，称博特赖特之所以搜查，是因为他误导艾伦，使艾伦只能被控谋杀从犯，而不是实际谋杀。一名DNA分析师证实，谋杀案中使用的面具上存在博特赖特的DNA，其数量还不到929亿分之一。主审法官迈克尔·乌桑（Michael Usan）在宣判时表达了对博特赖特的谴责：
You turned a robbery into a murder. And on that day when you stood there and fired that weapon, you didn't just end one life. You effectively ended five lives, including your own ... You will spend the rest of your life in prison. From here you will go and be placed in a cell that has a stainless steel slab attached to the wall. That's your bed. And next to it is a stainless steel sink and a stainless steel toilet. That's the furniture that you have in that cell. You'll spend every hour, and every day, and every week, and every year of your life in that cell. And one day, they'll come and open up that cell in the morning and you'll have passed on. And only on that day will you have served your sentence.
大意如下：
你把抢劫变成了谋杀。在那一天，当你站在那里开枪时，你不仅仅是结束了一条生命。你实际上结束了五条生命，包括你自己的......您将在监狱中度过余生。从这里开始，您将被放置在一个牢房中，该牢房的墙壁上附有不锈钢板。那是你的床。旁边是一个不锈钢水槽和一个不锈钢马桶。那是你那个牢房里的家具。你会在那个牢房里度过你生命中的每一小时、每一天、每一周、每一年。总有一天，他们会在早上来打开那个牢房，然后你就去世了。只有在那一天，你才会服完刑期。
2023年3月20日，陪审团审议的第八天，博特赖特和他的另外两名同案被告被判所有罪名成立。在被判有罪后，博特赖特向XXXTentacion的家人送上飞吻，这一举动登上了新闻头条，许多公众都对博特赖特的行为表示厌恶。2023年4月6日，他的两名同案被告被判处终身监禁，不得假释，而博特赖特则被判处两次连续的终身监禁，不得假释，外加连续30年监禁。
2023年3月20日，三名被告全部罪名被判有罪。 2023年4月6日，他们全部被判处终身监禁，不得假释。

## 反应

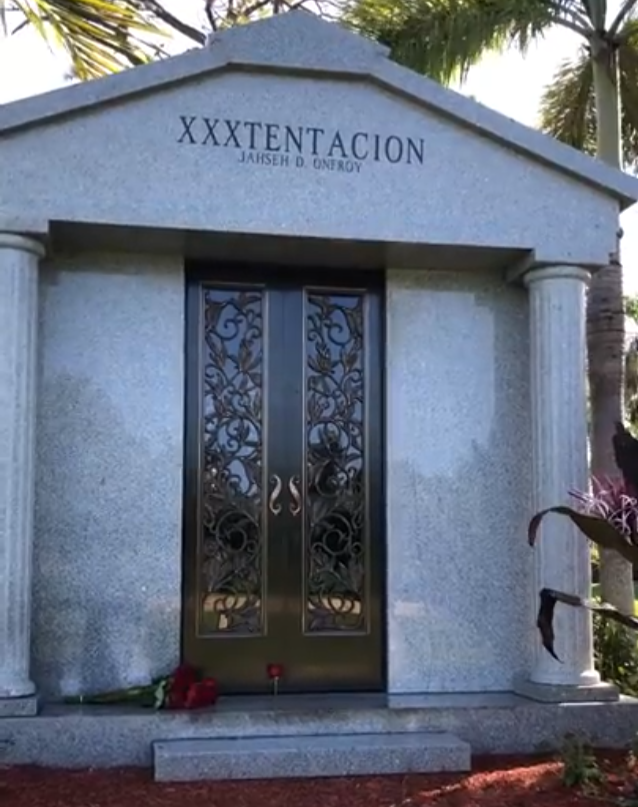
博卡拉顿花园中的昂弗罗伊陵墓

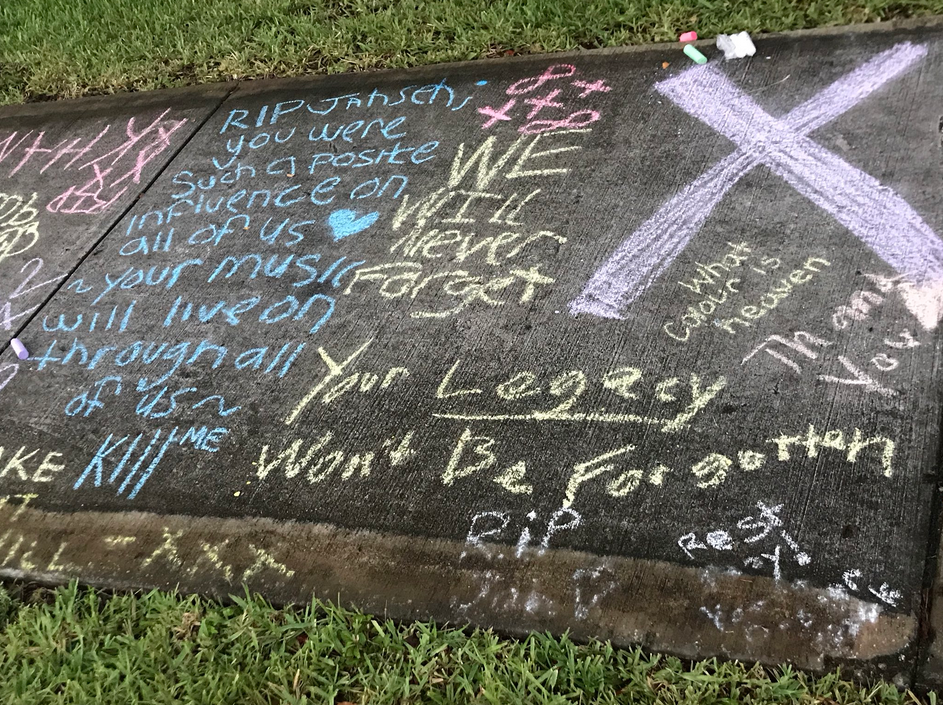
在昂弗罗伊遭枪击的摩托车经销店外，粉丝群众涂鸦悼念

在昂弗罗伊被谋杀的消息公布后，粉丝和当地居民迅速建造了一个临时纪念碑，上面写着这位歌手的歌词以及用粉笔写的悼词，长达一百码。在昂弗罗伊去世前，他曾在佛罗里达州迪尔菲尔德比奇的Riva Motorsports摩托车经销店。2018年6月19日，即谋杀案发生的第二天，经销店的老板为他举行了守夜活动，数百人聚集在守夜活动中，布劳沃德县警长被迫封锁了街道。此后不久，昂弗罗伊的粉丝开始游行。当时正在建造的位于佛罗里达州帕克兰的昂弗罗伊的住宅也被粉丝布置成纪念场所。 
网络名人Adam22是播客《No Jumper》的创始人，昂弗罗伊在该播客上接受了他的首次专业采访。在昂弗罗伊去世的第二天，Adam22在洛杉矶梅尔罗斯大道的BMX零售店OnSomeShit前为354名观众举办了追悼会。后续人潮激增至逾千名，警方出动防暴装备进行驱散。据报道，警方发射了橡皮子弹并使用了催泪瓦斯来驱散人群。
6月27日，佛罗里达州森赖斯市的阿梅兰特银行体育馆为昂弗罗伊举行了公开灵柩仪式，粉丝们可以在那里表达哀悼。他的私人葬礼于一天后举行，知名歌手Lil Uzi Vert、Lil Yachty、Lil Pump、Denzel Curry、Erykah Badu均出席了葬礼。他被安葬在佛罗里达州博卡拉顿的博卡拉顿花园纪念公园的一座灰色陵墓中。
6月19日，即昂弗罗伊去世的第二天， Billboard报道称，泰勒·斯威夫特的歌曲《Look What You Made Me Do》在Spotify单日流媒体播放量记录被XXXTentacion的单曲《Sad!》打破，流媒体播放量超过1040万次，而斯威夫特的流媒体播放量为1010万次。随后，所有流媒体和下载平台的销量增长了17倍，其中亚马逊网站上的CD销量增长了7000倍。
XXXTentacion的专辑《?》在他遇害后的第一周后销量激增，在公告牌专辑榜从第19位跃升至季军，当周销量达9万张等效单位。主打单曲《Sad!》从热单榜第52位空降冠军，这使他成为自1997年声名狼藉先生逝世后其歌曲《Mo Money Mo Problems》登顶百强单曲榜以来的首位逝世后作品同样登顶百强单曲榜的艺术家。6月28日，他的管理团队在去世后在YouTube上发布了《Sad!》的音乐视频，该视频的观看次数已超过1.7亿，音频在Spotify上的收听次数已超过19亿。
2018年6月22日，说唱歌手Juice WRLD发布了两首曲目《Rich and Blind》和《Legends》，纪念XXXTentacion和Lil Peep（2017年底因药物过量去世，年仅21岁）两位已故的说唱歌手。两首歌曲的封面都揭示了他与XXXTentacion之间的Instagram私信对话截图。
6月18日至10月21日期间，歌手比莉·艾利什和她的兄弟菲尼亞斯·奧康奈爾创作了一首献给昂弗罗伊的歌曲，名为《6.18.18》，比莉·艾利什在他们的“1-by-1”巡回演唱会期间演唱了这首歌。
2023年7月，博特赖特的刑事审讯记录被公开。

## 引用
1. ↑  Bartol, Kai. . The Michigan Daily. 2021-03-30  [2022-08-31]. （原始内容存档于2023-04-08）.
2. 1 2  Vera, Amir. . CNN. 2018-06-18  [2025-05-10] （英语）.
3. ↑  Plasencia, Amanda; Hamacher • •, Brian. . NBC 6 South Florida. 2023-02-08  [2025-05-10] （美国英语）.
4. ↑  Trischitta, Linda. . Sun Sentinel. 2018-06-23  [2025-05-10] （美国英语）.
5. 1 2  Klinkenberg, Elias Leight,Brendan. . Rolling Stone. 2018-06-18. （原始内容存档于2018-10-25） （美国英语）. The Broward County Sheriff's Office subsequently tweeted that 'the adult male that was taken to the hospital has been pronounced dead' at approximately 5:30 p.m.
6. ↑  Leight, Elias; Klinkenberg, Brendan. . Music (News). Rolling Stone (Jann Wenner). 2018-06-18  [2018-06-21]. ISSN 0035-791X. （原始内容存档于2018-06-21）. The Broward County Sheriff's Office subsequently tweeted that 'the adult male that was taken to the hospital has been pronounced dead' at approximately 5:30 p.m.
7. ↑  . ABC7 San Francisco. 2018-06-21  [2018-06-22]. （原始内容存档于2018-06-26） （美国英语）.
8. ↑  . TMZ.com. 2018-07-19  [2018-07-19]. （原始内容存档于2018-07-19） （美国英语）.
9. ↑  Coscarelli, Joe. . The New York Times. 2023-03-20  [2023-03-20]. ISSN 0362-4331. （原始内容存档于2023-03-20） （美国英语）.
10. ↑  Guardian staff and agencies. . The Guardian. 2023-03-20  [2023-03-20]. ISSN 0261-3077. （原始内容存档于2023-03-20） （英国英语）.
11. ↑  Frisaro, Freida. . KTLA. Associated Press. 2023-03-20  [2023-03-20]. （原始内容存档于2023-03-21） （美国英语）.
12. 1 2  . 2023-04-06  [2023-04-06]. （原始内容存档于2023-04-06）.
13. 1 2  . CBS News. 2018-06-19  [2019-06-20]. （原始内容存档于2022-06-16） （美国英语）.
14. ↑  XXL. . 2018-06-19  [2018-06-20]. （原始内容存档于2018-08-27）.
15. ↑  Daly, Rhian. . NME. 2018-06-23  [2018-06-24]. （原始内容存档于2018-06-24） （美国英语）.
16. 1 2 3 4  Reiss, Jonathan. . Hachette Books. 2020-06-09. ISBN 978-0-306-84541-3.
17. ↑  KGTV - San Diego Scripps. . Yahoo! News. 2018-06-24  [2022-03-13]. （原始内容存档于2022-03-13） （美国英语）.
18. ↑  Sisario, Ben. . The New York Times. 2018-06-23  [2018-06-24]. （原始内容存档于2018-06-24） （英语）.
19. 1 2  Findlay, Mitch. . HotNewHipHop.   [2018-09-28]. （原始内容存档于2018-09-28）.
20. ↑  Sisario, Ben. . The New York Times. 2018-06-23  [2018-06-24]. （原始内容存档于2018-06-24）.
21. ↑  . CBS News. 2018-06-19  [2018-06-20]. （原始内容存档于2018-06-19） （英语）.
22. ↑  Cush, Andy. . Spin. 2018-06-18  [2018-06-18]. （原始内容存档于2018-06-18）.
23. ↑  Lockett, Dee. . Vulture. 2018-06-18  [2018-06-18]. （原始内容存档于2019-06-01）.
24. ↑  Iannelli, Jerry; Hitt, Tarpley. . Miami New Times.   [2018-06-20]. （原始内容存档于2018-06-19）.
25. ↑  Witmer, Phil. . Vice. 2018-06-18  [2018-06-18]. （原始内容存档于2018-06-18） （美国英语）.
26. ↑  Linsalata, Nicole. . Entertainment. WSVN (Sunbeam Television). Associated Press. 2018-06-18  [2018-06-19]. （原始内容存档于2018-06-19）.
27. ↑  Robertson, Darryl. . Vibe. 2018-06-19  [2018-06-21]. （原始内容存档于2018-06-20）.
28. 1 2  . BBC News (BBC). 2018-06-21  [2018-06-23]. （原始内容存档于2018-06-22）.
29. 1 2  Blais-Billie, Braudie; Monroe, Jazz. . Pitchfork. 2018-06-21  [2018-06-21]. （原始内容存档于2018-06-21） （英语）.
30. 1 2  . ITV News.   [2018-06-21]. （原始内容存档于2018-06-21） （英语）.
31. ↑  Saponara, Michael. . Billboard.   [2018-06-24]. （原始内容存档于2018-06-23）.
32. ↑  Sisario, Ben. . The New York Times. 2018-06-21  [2018-06-21]. （原始内容存档于2018-06-21） （英语）.
33. ↑  Strauss, Matthew. . Pitchfork. 2018-06-27  [2018-06-27]. （原始内容存档于2018-06-27） （英语）.
34. ↑  Amiri, Farnoush. . NBC News.   [2018-07-11]. （原始内容存档于2018-07-11） （美国英语）.
35. ↑  The Associated Press. . The Hollywood Reporter. 2018-07-19  [2019-01-14]. （原始内容存档于2019-01-14） （英语）.
36. ↑  . Broward County Clerk.
37. ↑  Mojica, Nick. . XXL Mag. 2018-06-21  [2018-06-21]. （原始内容存档于2018-06-21）.
38. ↑  Mojica, Nick. . XXL Mag. 2018-06-27  [2018-07-18]. （原始内容存档于2018-07-19）.
39. ↑  . ABC News. 2018-06-21  [2024-04-05]. （原始内容存档于2024-09-17） （澳大利亚英语）.
40. ↑  Kreps, Daniel. . Rolling Stone. 2018-07-11  [2019-03-12]. （原始内容存档于2019-03-29）.
41. ↑  Blistein, Jon. . Rolling Stone. 2018-07-26  [2019-03-12]. （原始内容存档于2018-08-26）.
42. ↑  Blistein, Jon. . Rolling Stone. 2018-08-08  [2019-03-12]. （原始内容存档于2018-08-26）.
43. ↑  Broward Sheriff [@browardsheriff].  (推文). 2018-08-07  [2019-03-12]. （原始内容存档于2018-10-04） –Twitter.
44. ↑  .   [2021-05-04]. （原始内容存档于2021-05-04）.
45. ↑  Roustan, Wayne. . NBC 6 South Florida. NBC. 2022-08-12  [2025-01-11]. （原始内容存档于2022-09-25）.
46. ↑  . www.browardclerk.org.   [2022-11-02]. （原始内容存档于2023-06-20）.
47. ↑  . Broward County Clerk of Courts.   [2023-01-26].
48. ↑  Algar, Selim. . 2023-01-18  [2023-01-26]. （原始内容存档于2023-03-21） （美国英语）.
49. ↑  Feinstein, Naomi. . Miami New Times.   [2023-01-26]. （原始内容存档于2023-02-28） （英语）.
50. ↑  . www.cbsnews.com. 2023-01-19  [2023-01-26]. （原始内容存档于2023-02-13） （美国英语）.
51. ↑  Margol, Ian; Spencer, Terry. . WPLG. 2023-01-11  [2023-01-26]. （原始内容存档于2023-03-27） （英语）.
52. ↑  Law&Crime Network. .   [2023-02-09]. （原始内容存档于2023-02-08） （英语）.
53. ↑  Law&Crime Network. .   [2023-03-06]. （原始内容存档于2023-03-06） （英语）.
54. ↑  Osborne, Jamal. . Hollywood Unlocked. 2023-03-21  [2023-04-12]. （原始内容存档于2023-04-12） （美国英语）.
55. ↑  Browning, Oliver. . The Independent. 2023-03-23  [2023-04-12]. （原始内容存档于2023-04-17） （英国英语）.
56. 1 2  Coscarelli, Joe. . The New York Times. 2023-03-20  [2023-03-20]. ISSN 0362-4331. （原始内容存档于2023-03-20） （美国英语）.
57. 1 2  . The Guardian. 2023-03-20  [2023-03-20]. ISSN 0261-3077. （原始内容存档于2023-03-20） （英国英语）.
58. 1 2  . KTLA. 2023-03-20  [2023-03-20]. （原始内容存档于2023-03-21） （美国英语）.
59. ↑  Forney, Amanda Batchelor, Sanela Sabovic, Terrell. . www.local10.com.   [2018-06-18]. （原始内容存档于2018-06-20） （美国英语）.
60. ↑  The Associated Press. . WTOP.   [2018-06-20]. （原始内容存档于2018-06-20） （美国英语）.
61. ↑  KTLA [@KTLA].  (推文).   [2018-06-20]. （原始内容存档于2019-03-11） –Twitter （英语）. Missing or empty |date= (help)
62. ↑  No Jumper. . YouTube. 2018-06-20  [2018-07-18]. （原始内容存档于2018-07-06）.
63. ↑  Nyren, Erin. . Variety. 2018-06-20  [2018-06-20]. （原始内容存档于2018-06-20） （美国英语）.
64. ↑  Martin, Erika; Fenoglio, John. . KTLA. 2018-06-20  [2018-06-20]. （原始内容存档于2018-06-20） （美国英语）.
65. ↑  Halle, Kiefer. . Vulture.com. 2018-06-24  [2018-07-09]. （原始内容存档于2018-07-10）.
66. ↑  . BBC News. 2018-06-28  [2018-07-09]. （原始内容存档于2018-06-29）.
67. ↑  Vulpo, Mike. . E! News. 2018-06-28  [2018-07-09]. （原始内容存档于2018-07-10）.
68. ↑  Gary Trock; Melissa Parrelli. . The Blast. 2018-07-02  [2018-07-09]. （原始内容存档于2018-07-10）.
69. ↑  Clarkson, Brett. . Sun-Sentinel. 2018-07-01  [2018-07-09]. （原始内容存档于2018-07-10）.
70. ↑  Stutz, Colin. . Billboard.   [2018-06-21]. （原始内容存档于2018-06-21） （英语）.
71. ↑  Strauss, Matthew; Blais-Billie, Braudie. . Pitchfork. 2018-06-20  [2018-06-21]. （原始内容存档于2018-06-21） （英语）.
72. ↑  Deerwester, Jayme. . USA TODAY.   [2018-06-21]. （原始内容存档于2020-11-09） （英语）.
73. ↑  Rolli, Bryan. . Forbes.   [2018-06-21]. （原始内容存档于2018-06-21） （英语）.
74. ↑  Caulfield, Keith. . Billboard.   [2018-06-21]. （原始内容存档于2018-06-21）.
75. ↑  Trust, Gary. . Billboard.   [2018-06-25]. （原始内容存档于2018-06-26）.
76. ↑  XXXTENTACION. .   [2019-04-27]. （原始内容存档于2018-06-30）.
77. ↑  XXXTENTACION. .   [2019-04-27]. （原始内容存档于2019-01-08）.
78. ↑  Skelton, Eric. . Complex Networks.   [2025-01-11]. （原始内容存档于2024-12-02）.
79. ↑  Martinez, Jose. . Complex Networks.   [2025-01-11]. （原始内容存档于2023-04-08）.
80. ↑  Couch Detectives. . YouTube. 2023-07-30  [2023-07-31]. （原始内容存档于2023-07-31）.